# Suchedniów (gmina)
Suchedniów – gmina miejsko-wiejska w województwie świętokrzyskim, w powiecie skarżyskim. W latach 1975–1998 gmina położona była w województwie kieleckim.
Siedziba gminy to Suchedniów.
Według danych z 30 czerwca 2004 gminę zamieszkiwało 11 015 osób. Natomiast według danych z 31 grudnia 2019 roku gminę zamieszkiwało 10 110 osób.

## Struktura powierzchni
Według danych z roku 2002 gmina Suchedniów ma obszar 74,96 km², w tym:
- użytki rolne: 27%
- użytki leśne: 60%

Gmina stanowi 19,83% powierzchni powiatu.

## Demografia

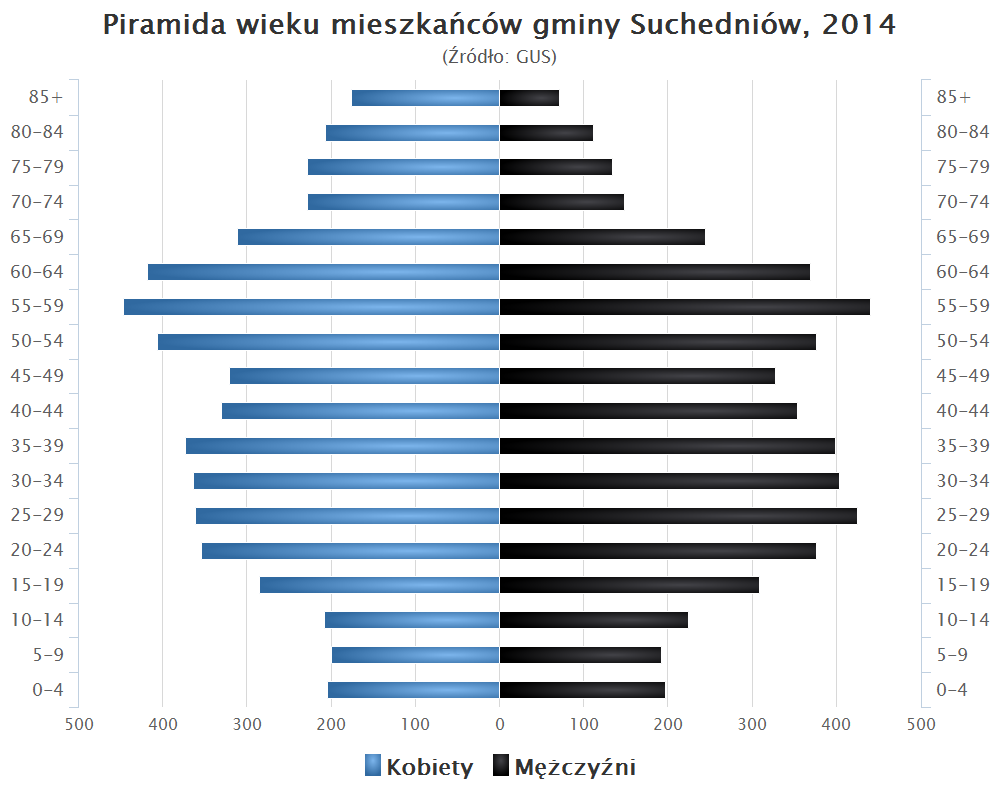
Piramida wieku mieszkańców gminy Suchedniów w 2014 roku

Dane z 30 czerwca 2004:
| Opis                              | Ogółem | Ogółem | Kobiety | Kobiety | Mężczyźni | Mężczyźni |
| --------------------------------- | ------ | ------ | ------- | ------- | --------- | --------- |
| jednostka                         | osób   | %      | osób    | %       | osób      | %         |
| populacja                         | 11 015 | 100    | 5644    | 51,2    | 5371      | 48,8      |
| gęstość zaludnienia (mieszk./km²) | 146,9  | 146,9  | 75,3    | 75,3    | 71,7      | 71,7      |

## Historia
Po wojnie siedziba gminy znajdowała się w Berezowie.
- 30 grudnia 1994 roku[8] miejscowości: Czerwona Górka, Gózd, Jęgrzna, Kamionki, Klonów, Łączna, Podłazie, Podzagnańszcze, Występa, Zagórze, Zalezianka, Zaskale odłączyły się i utworzyły nową gminę Łączna.

## Sołectwa
Krzyżka, Michniów, Mostki, Ostojów

## Sąsiednie gminy
Bliżyn, Bodzentyn, Łączna, Skarżysko-Kamienna, Wąchock